# Сухий Бутень
Сухий Бутень — річка в Україні у Білоцерківському районі Київської області. Права притока річки Росави (басейн Дніпра).

## Опис
Довжина річки приблизно 11,10 км, найкоротша відстань між витоком і гирлом — 6,88  км, коефіцієнт звивистості річки — 1,61 . Формується декількома струмками та загатами.

## Розташування
Бере початок у селі Яхни. Тече переважно на північний захід через село Нова Олександрівка і у місті Миронівка впадає у річку Росаву, ліву притоку річки Росі.

## Цікаві факти
- На північній околиці села Яхни річку перетинає автошлях Н01[2] (автомобільна дорога національного значення в Україні, Київ — Знам'янка. Проходить територією Київської, Черкаської та Кіровоградської областей.).
- На річці існують вітряний млин та декілька газових свердловин[3].